# 광주무진중학교
광주무진중학교(光州武珍中學校)는 대한민국 광주광역시 남구 월산동에 있는 공립 중학교이다.

## 학교 연혁
- 1951년 9월 1일 : 초대 송재철 교장 취임
- 1951년 9월 1일 : 광주무진중학교 설립 인가(15학급)
- 1952년 3월 27일 : 교명을 광주남중학교로 개명
- 1960년 4월 16일 : 전남상업고등학교 병설 인가
- 1966년 8월 9일 : 신관 18교실 및 부속 건물 준공
- 1970년 3월 1일 : 교명을 광주무진중학교로 개명
- 1971년 2월 28일 : 전남상업고등학교 폐교
- 1997년 1월 15일 : 신관 28교실 준공
- 1997년 11월 15일 : 본관 사무실, 특별실 준공
- 2003년 2월 10일 : 제53회 졸업
- 2022년 9월 1일 : 제25대 류경숙 교장 취임

## 참고 자료
- 광주무진중학교 - 한국교육학술정보원 학교알리미